# Papito corazón
El término papito corazón es un modismo chileno peyorativo perteneciente al lenguaje coloquial de Chile. Este concepto es utilizado para denominar a los deudores de pensión de alimentos de dicho país. 

## Orígenes
El concepto tiene su origen como una interpretación de Papá corazón, título de una teleserie argentina de 1973 protagonizada por una niña y su padre viudo. La expresión papito corazón surgió como una ironía ya que, a diferencia del personaje de la telenovela, quienes son denominados de dicha forma suelen abandonar a sus hijos.
Uno de los primeros en popularizar este término fue el locutor y cineasta chileno Roberto Artiagoitia alias el "Rumpy", quien a comienzos de los 2000 conducía un programa radial llamado El Club del Cangrejo en la radio 40 Principales. En el programa el "Rumpy" utilizaba este concepto de manera sarcástica y despectiva para referirse a los padres irresponsables que al embarazar a una mujer huían de sus responsabilidades paternales, como por ejemplo el no hacerse cargo de la pensión alimenticia.
La expresión se popularizó aún más mediante la canción homónima del grupo chileno Los Picantes, en su álbum debut titulado Sin Pelos en la Lengua lanzado el año 2003, siendo esta canción el tercer sencillo de dieciséis que componen el álbum. Esta banda se formó gracias a un track de una canción difundida por el "Rumpy" en su programa El Club del Cangrejo, lo que les dio impulso a los creadores y con ello también la expresión de "papito corazón".[cita requerida]

## Ley «Papito Corazón»
El 20 de mayo de 2023 entró en vigencia la Ley ley de Responsabilidad Parental y Pago Efectivo de Pensiones de Alimentos, más conocida como «Ley papito corazón». Este proyecto tiene como objetivo promover el cumplimiento de las obligaciones de pensión alimenticia, introduciendo una normativa que aplicará sanciones a aquellos que no realicen los pagos de manera continua durante tres meses consecutivos o de forma intermitente durante cinco meses.
Antes de la primera década de 2000 el término se popularizó debido las modificaciones que se le hicieron a la ley N° 14.908, sobre abandono de familia y pago de pensión de alimentos.

## En la música
Papito Corazón - Los Picantes (2003)

## En la literatura
La periodista y escritora Pepa Valenzuela, seudónimo de María Paz Cuevas Silva, escribió en el 2015 “Papito corazón” una novela basada en este concepto, que aborda la relación entre un padre inabordable y una hija empecinada en descifrarlo.